# Intalla Ag Attaher
Intalla Ag Attaher, nacido en Kidal en 1927 y fallecido en esta ciudad el 18 de diciembre de 2014, fue el líder amenokal, tradicional y religioso de los iforas tuaregs en particular y de las tribus tuaregs de Adagh en general. Mantuvo hasta su muerte la jefatura suprema del Adrar de los Iforas o Amenokal.

## Biografía
Intalla Ag Attaher nació en 1927 en Kidal, en el Sudán francés, y era miembro de la familia Acherif. En 1962, se convirtió en amenokal de los iforas después de la muerte de su padre, Attaher Ag Illi.
Fue testigo de todas las rebeliones tuaregs contra Malí, en las que los iforas tomaron parte activa. Intallah Ag Attaher utilizó su influencia para desempeñar en general el papel de mediador entre los rebeldes y el Estado maliense, e incluso fue elegido como miembro del Parlamento en un momento dado. Hizo varios llamamientos a la calma durante la rebelión tuareg de 1962-1964, la rebelión tuareg de 1990-1996 y la rebelión tuareg de 2007-2009, y en cada una de ellas desempeñó un papel en las negociaciones de paz.
Sin embargo, en 1994, fue secuestrado por los tuaregs imghad del Ejército Revolucionario de Liberación Azawad comandado por El Hadj Ag Gamou. Finalmente fue liberado una semana después pero el resentimiento persistió entre iforas e imghad.
Cuando comenzó la guerra en Malí en 2012, Intallah Ag Attaher cambió su posición frente al Estado maliense y esta vez apoyó a los rebeldes. Ambery Ag Rhissa, un funcionario del MNLA, dice: «En 2012, se vio obligado a recordar todas las decepciones que tuvo con Malí y esta vez tomó una posición diferente. Me dijo personalmente que una de las cosas que más le chocaban, por parte del Estado maliense, era que tenía que arrestar a sus familiares delincuentes y entregarlos a las autoridades malienses. Pero 48 horas más tarde, se enteró de que el pueblo había sido ejecutado sumariamente. Dijo que iba a morir con esas muertes en su conciencia: era como si hubiera enviado a sus propios padres a sus verdugos».
Cuando estalló la rebelión tuareg de 2012, Intalla Ag Attaher apoyó al Movimiento Nacional para la Liberación del Azawad, mientras que uno de sus hijos, Alghabass Ag Intalla se convierte en el jefe diplomático de Ansar Dine. Otro de sus hijos, Mohamed Ag Intalla, fundó el HCUA en mayo de 2013. Su hermano, Alghabass, que dejó a los yihadistas tras la intervención militar francesa, se une a él con sus hombres de la MIA.
Intalla Ag Attaher, apoyando a sus hijos, dejó el MNLA y se unió al HCUA, del que se convirtió en presidente honorario. En julio de 2014, se iniciaron las conversaciones en Argel entre los rebeldes y el Estado maliense. Intalla Ag Attaher defendía la unión de los diferentes grupos rebeldes para que presentaran un frente común contra Bamako.
Intalla Ag Attaher murió en Kidal la tarde del 18 de diciembre de 2014, a la edad de 87 años. Una multitud de 3000 a 4000 personas se reunió a la mañana siguiente para su funeral.
Poco después de la muerte del amenokal, un consejo de líderes de facciones se reunió en Kidal para designar un sucesor. El 20 de diciembre, fue finalmente elegido Mohamed Ag Intalla, de acuerdo con el voto hecho por su padre antes de su muerte.·
El 21 de diciembre, el primer ministro nigeriano, Brigi Rafini, y los representantes de Malí, encabezados por Modibo Keïta, Mauritania y la MINUSMA llegaron a Kidal para dar el pésame a la familia del amenokal. Fue la primera vez desde la derrota del ejército de Malí el 21 de mayo que Kidal contó con la presencia de oficiales malienses. Esta visita fue simbólica ya que las negociaciones de paz se estabann llevando a cabo en Argel. A la delegación de Malí también le impresionó la invisibilidad sobre el terreno de los grupos armados durante el período de luto y la ausencia de hostilidad hacia los representantes del Estado maliense.